# Benedikte Hansen
Benedikte Hansen (* 24. September 1958 in Gentofte) ist eine dänische Schauspielerin. Neben einer erfolgreichen Theaterkarriere hat sie seit Mitte der 1980er Jahre in mehr als 50 Film- und Fernsehproduktionen mitgewirkt. Größere Bekanntheit erlangte sie unter anderem durch wiederkehrende Rollen in den dänischen Fernsehserien Kommissarin Lund – Das Verbrechen (2009) und Borgen – Gefährliche Seilschaften (2010–2013).

## Leben

### Ausbildung und Theaterarbeit
Die Tochter eines Arztes und einer ausgebildeten Juristin wurde in Gentofte geboren (anderen Angaben zufolge in Kopenhagen), wo sie mit vier Geschwistern aufwuchs. Benedikte Hansen stammte aus einer Familie, die keine Beziehung zur Schauspielerei hatte. Sie kam eigenen Angaben zufolge erst durch einen Freund mit der Schauspielerei in Berührung, der aus einer Theaterfamilie stammte. Nach ihrem Schulabschluss 1977 an der Staatlichen Schule in Gentofte absolvierte Hansen von 1978 bis 1981 ihr Schauspielstudium an der Staatlichen Theaterschule in Kopenhagen. Nach Ende ihrer Ausbildung sammelte sie erste Bühnenerfahrung am Rimfaxe Teater in Roskilde. Ab Mitte der 1980er-Jahre gelang es ihr, sich in Dänemark als ernstzunehmende Theaterschauspielerin zu etablieren. Der Durchbruch an Kopenhagener Bühnen stellte sich 1986 mit zwei unterschiedlichen Hauptrollen ein – Hansen spielte mit Erfolg die Eliza Doolittle im Musical My Fair Lady (Amager Scenen) sowie die Hilde Wangel in dem Drama Baumeister Solneß (Aveny Teatret).
Seit 1990 ist Hansen festes Ensemblemitglied am Königlich Dänischen Theater in Kopenhagen (Det Kongelige Teater). Sie bekleidete seitdem sowohl Hauptrollen in klassischen Stücken, als auch moderneren Stoffen sowie an experimentellen Bühnen. Die dänische Tageszeitung Politiken ließ Hansen Ende der 1990er-Jahre inoffiziell den Titel der führenden Theaterschauspielerin Dänemarks zukommen und hob vor allem ihre Darstellung von starken und leidenschaftlichen Frauenfiguren hervor, durch die sie dem Publikum bekannt geworden sei. Sie spiele hochkonzentriert mit gefühlvoller Kraft und intellektueller Empathie, entblöße ihre häufig gefährlich und unberechenbar wirkenden Figuren nicht vollständig, sondern lasse Raum für Geheimnisse und Spannung über die Bühne hinaus. Dazu zählen u. a. Haupt- bzw. Titelrollen in Eugene O’Neills Trauer muss Elektra tragen (1993), Adam Oehlenschlägers Kjartan og Gudrun (1993), die Lady Macbeth in Ole Bornedals Macbeth-Inszenierung am Gladsaxe Teater (1998) sowie die erotischen Auftritte als Anne in Bille Augusts Inszenierung von Lars Noréns Detaljer (2002) oder der Part der Mrs. Robinson in der dänischen Inszenierung der US-amerikanischen Filmkomödie Die Reifeprüfung am Nørrebro Teater (Fagre voksne verde, 2004).
Für ihre Leistungen als Prinzessin von Eboli in Don Karlos nach Schiller und Herr Bengts hustru nach Strindberg sowie die Xenia in Astrid Saalbachs Verdens ende und die Gertrude in Hamlet wurde Hansen dreimal für den dänischen Reumert-Theaterpreis nominiert. Zwei weitere Nominierungen erhielt sie für die Auszeichnung der dänischen Theaterkritiker (Teaterpokalen), darunter für ihre Darstellung der Cleopatra in Antonius und Cleopatra (2001). 2007 wurde Hansen für ihre Theaterarbeit das mit 30.000 DKK verbundene Olaf-Poulsen-Stipendium zuteil. Bereits 2003 wurde sie von der dänischen Königin Margrethe II. zum Ritter erster Klasse des Dannebrogordens ernannt. Hansen bewundert die Schauspieler Max von Sydow und Al Pacino.

### Film- und Fernsehkarriere
Parallel zu ihrer Arbeit im Theater hat Hansen seit Mitte der 1980er-Jahre an mehr als 30 Film- und Fernsehproduktionen mitgewirkt. Im Gegensatz zu ihrer Theaterkarriere blieben ihr Hauptrollen bisher weitgehend verwehrt. Die Tageszeitung Politiken mutmaßte 2008, Hansens geringer Erfolg im Film und Fernsehen könnte ihrer eher unmodern wirkenden deutlichen Aussprache geschuldet sein. In der Vergangenheit war sie auch wiederholt als Sprecherin von Hörspielen in Erscheinung getreten. Im dänischen Fernsehen bekleidete Hansen u. a. wiederkehrende Auftritte als Kriminalreporterin Trine in den Serie Unit One – Die Spezialisten (2000–2004) sowie als intrigante Oppositionspolitikerin Birgitte Agger in der zweiten Staffel der Serie Kommissarin Lund – Das Verbrechen (2009) neben Nicolas Bro. Internationales Lob seitens der Fachkritik wurde Hansen ab 2010 für ihre Nebenrolle in der Fernsehproduktion Borgen – Gefährliche Seilschaften (2010–2013) zuteil. In der preisgekrönten Politserie spielte sie an der Seite von Sidse Babett Knudsen, Pilou Asbæk und Birgitte Hjort Sørensen die einsame und dem Alkohol zugetane Journalistin Hanne Holm.
2008 setzte der Künstler Jesper Just die Schauspielerin in seinen international vorgestellten Kurzfilmen A Vicious Undertow, A Room of One's Own und A Voyage of Dwelling in Szene. 2009 übernahm Hansen den Part als böse Hexe in dem Märchenfilm De vilde svaner mit Stine Fischer Christensen. Mit der Serie Above Suspicion: Deadly Intent (2011) und dem Film The Lady Vanishes (2012) folgten Ausflüge ins britische Fernsehen.

### Privatleben
Benedikte Hansen lebt in Frederiksberg und ist mit ihrem dänischen Schauspielkollegen Viggo Sommer liiert. Zwei frühere Ehen führte sie mit dem Schriftsteller, Schauspieler und Regisseur Gerz Feigenberg (1983–1993) und dem ehemaligen Leiter des Königlich Dänischen Theaters Michael Christiansen (1998–2007).

## Theater (Auswahl)
- 1984: Lus i skindpelsen – Regie: Johannes Marrot (Amager Scenen, Kopenhagen)
- 1986: My Fair Lady – Regie: Christoffer Bro (Amager Scenen – Rolle: Eliza Doolittle)
- 1986: Bygmester Solness – Regie: Ib Thorup (Aveny Teatret, Kopenhagen – Rolle: Hilde Wangel)
- 1990: De forkerte – Regie: Klaus Hoffmeyer (Det Kongelige Teater, Kopenhagen – Rolle: Fru Rygte/Zarah Leander)
- 1991: En slyngels dagbog – Regie: Søren Iversen (Det Kongelige Teater, Kopenhagen – Rolle: Masjenka)
- 1991: Roberto Zucco – Regie: Klaus Hoffmeyer (Det Kongelige Teater, Kopenhagen)
- 1992: Købmanden i Venedig – Regie: Staffan Valdemar Holm (Det Kongelige Teater, Kopenhagen – Rolle: Nerissa)
- 1993: Kjartan og Gudrun – Regie: Klaus Hoffmeyer (Det Kongelige Teater – Rolle: Gudrun)
- 1993: Sorg Klæder Elektra – Regie: Jan Maagaard (Det Kongelige Teater – Rolle: Lavinia)
- 1994: Livet er en drøm – Regie: Klaus Hoffmeyer (Det Kongelige Teater – Rolle: Estrella)
- 1994: Richard III – Regie: Jan Maagaard (Det Kongelige Teater – Rolle: Lady Anne)
- 1994: Syden – Regie: Jan Maagaard (Det Kongelige Teater – Rolle: Mrs. Rilleau)
- 1995: Engle i Amerika – Regie: Jan Maagaard (Det Kongelige Teater – Rolle: Harper Amaty Pitt)
- 1995: Revisionen – Regie: Morten Hovman (Det Kongelige Teater – Rolle: Jessica, Luder)
- 1996: Tre høje kvinder – Regie: Sam Besekow und Kasper Holten (Det Kongelige Teater)
- 1997: Rædsel for natten – Regie: Gerz Feigenberg (Det Kongelige Teater – Rolle: Kaiserin Caroline)
- 1997: Skybrud – Regie: Emil K. Hansen (Det Kongelige Teater – Rolle: Vizedirektor)
- 1997: Spiritus – Regie: Jesper de Neergaard (Det Kongelige Teater)
- 1998: Euripides – Regie: Madeleine Roen (Det Kongelige Teater)
- 1998: Macbeth – Regie: Ole Bornedal (Gladsaxe Teater, Kopenhagen – Rolle: Lady Macbeth)
- 1999: Don Carlos – Regie: Staffan Valdemar Holm (Det Kongelige Teater – Rolle: Prinzessin von Eboli)
- 2000: Hr. Bengts Hustru – Regie: Anders Paulin (Det Kongelige Teater – Rolle: Margit)
- 2000: Egelykke – Regie: Kim Bjarke (Det Kongelige Teater – Rolle: Frau Grå)
- 2001: Antonius og Cleopatra – Regie: Klaus Hoffmeyer (Det Kongelige Teater/Turbinehallerne – Rolle: Cleopatra)
- 2001: Urene hænder – Regie: Anders Paulin (Det Kongelige Teater – Rolle: Jessica)
- 2002: Detaljer – Regie: Bille August (Det Kongelige Teater – Rolle: Anne)
- 2003: Verdens ende – Regie: Søren Iversen (Husets Teater, Kopenhagen – Rolle: Xenia)
- 2004: Fagre voksne verden – Regie: Søren Iversen (Nørrebro Teater – Rolle: Mrs. Robinson)
- 2004: Galskab – Regie: Egill Palsson (Det Kongelige Teater)
- 2004: San Diego – Regie: Mikkel Harder Munck-Hansen (Det Kongelige Teater – Rolle: Amy)
- 2005: Akvariefuglen – Regie: Nikoline Werdeli (Det Kongelige Teater – Rolle: Patientin)
- 2006: Lille Eyolf – Regie: Jo Strømgren (Det Kongelige Teater – Rolle: Rita)
- 2007: Graeshopper – Regie: Simon Boberg (Mungo Park Teater, Allerød – Rolle: Tochter)
- 2008: Hamlet – Regie: Alexander Mørk Eidem (Det Kongelige Teater – Rolle: Gertrud)
- 2009: Richard III – Regie: Staffan Valdemar Holm (Skuespilhuset, Aarhus – Rolle: Elisabeth)
- 2010: Ingen møder nogen (Husets Teater)
- 2010: Rødt og Grønt – Regie: Søren Iversen (Det Kongelige Teater)
- 2010: Mænd der hader kvinder – Regie: Kim Bjarke (Nørrebro Teater)
- 2011: Fanny og Alexander (Skuespilhuset)
- 2011: Mågen (Det Kongelige Teater – Rolle: Irina)
- 2012: Cassavetes 1, 2 & 3 (Mammutteatret, Kopenhagen)
- 2012: Kollektivet – Regie: Emmet Feigenberg (Det Kongelige Teater)

## Filmografie (Auswahl)

### Filme
- 1985: Walter og Carlo – op på fars hat
- 1988: Baby Doll
- 1995: Menneskedyret
- 1996: Keine Angst vorm Fliegen (Tøsepiger)
- 2001: Det største i verden
- 2001: Shake It All About (En kort en lang)
- 2004: In deinen Händen (Forbrydelser)
- 2005: Allegro
- 2007: Daisy Diamond
- 2009: Velsignelsen
- 2009: De vilde svaner
- 2010: Nothing’s All Bad – Smukke mennesker (Smukke mennesker)
- 2011: Noget i luften
- 2015: Familiens ære
- 2016: Kærlighed og andre katastrofer

### Fernsehserien und -mehrteiler
- 1988: To som elsker hinanden (Mehrteiler)
- 1992: Gøngehøvdingen (8 Folgen)
- 1996: Renters rente (Mehrteiler)
- 1997: Bryggeren (4 Folgen)
- 2000–2004: Unit One – Die Spezialisten (Rejseholdet, 11 Folgen)
- 2007: Forestillinger (6 Folgen)
- 2008: Album (3 Folgen)
- 2009: Kommissarin Lund – Das Verbrechen II (Forbrydelsen II, 5 Folgen)
- 2010–2013: Borgen – Gefährliche Seilschaften (Borgen, Fernsehserie, 27 Folgen)
- 2011: Above Suspicion: Deadly Intent (2 Folgen)
- 2013: Tvillingerne & Julemanden (24 Folgen)
- 2014–2016: Badehotellet (6 Folgen)
- 2015: Tomgang (3 Folgen)
- 2016: Ligeglad
- 2018–2021: Die Schwesternschule (Sygeplejeskolen, 24 Folgen)

## Auszeichnungen
- 1991: Henkel-Preis[14]
- 1997: Adam -Oehlenschläger-Stipendium[15]
- 2000: Nominierung für den Reumert-Theaterpreis für Don Carlos und Hr. Bengts Hustru (Beste Hauptdarstellerin)
- 2001: Nominierung für den Teaterpokal der dänischen Theaterjournalisten für Egelykke und Antonius og Cleopatra[16]
- 2003: Dannebrogorden (Ritter 1. Klasse)
- 2004: Nominierung für den Reumert-Theaterpreis für Verdens ende (Beste Hauptdarstellerin)
- 2005: Nominierung für den Teaterpokal der dänischen Theaterjournalisten[17]
- 2007: Olaf-Poulsen-Stipendium
- 2008: Nominierung für den Reumert-Theaterpreis für Hamlet (Beste Nebendarstellerin)